# Хёй, Рики
Рики Хёй Квун Ин (англ. Ricky Hui Kwun Ying, кит. упр. 許冠英; 3 августа 1946, Паньюй — 8 ноября 2011) — гонконгский актёр.

## Биография
Рики Хёй родился 3 августа 1946 года в Паньюй, провинция Гуандун, Китай. У него было три брата Сэм Хёй, Майкл Хёй, Стэнли Хёй и сестра Джуди Хёй. Семья мигрировала из материкового Китая в Гонконг в 1950 году и поселилась в бедном в то время районе Даймонд-Хилл.
Рики работал корреспондентом Франс Пресс в Гонконге. В период с 1972 по 1976 год он начинает активно сниматься и часто появляется в фильмах Shaw Brothers, таких как: «Ящерица» (1972), «14 амазонок» (1972), «Сладкие папики» (1973), «Разрыв поколений» (1973), «Соперники кунг-фу» (1974), «Гонконг 73» (1974) и других.
Первой крупной ролью Рики стала роль игрока в карты в фильме «Игры игроков» (1974), который стал одним из первых в жанре мо лей тау. В 1976 году на экраны вышел фильм «Частные детективы» (1976), в которых снялись три брата Хёй. С этого момента комедийные фильмы братьев Хёй стали важной частью гонконгского кинематографа. В 1978 выходит фильм «Контракт», а в 1981 — «Безопасность без границ», который становится одним из самых успешных фильмов с участием братьев.
Майкл Хёй стал продюсером в 1987 году, и Рики снялся в целом ряде его фильмов на ведущих ролях: «Разговор цыплёнка с уткой» (1988), «На первой полосе» (1990), «Волшебное прикосновение» (1992). В 1985 году Саммо Хунг снял один из культовых фильмов «Мистер Вампир», где Рики сыграл одну из главных ролей.
Рики был наиболее активен в своей кинокарьере в 1970-х и 1980-х годах. В конце 1990-х он снялся только в одном фильме — «Безграничная первая любовь» (1997). Позже он присоединился к своему брату Сэму в фильме «Победитель получает всё» (2000).
Помимо киносъёмок, Хёй также выступал в качестве певца. Он выпустил семь альбомов, большинство из них вышло в 1970-х и 1980-х годах. Рики написал несколько песен для своего брата Сэмюэл Хёй: для дебютного альбома Сэма Хуэя на кантонском языке Рики написал 3 полноценные песни (музыку и тексты).
В 2000 году Рики поставил пьесу под названием «Шум за сценой» (蝦碌戲班). В том же году он появился в пяти эпизодах сериала ATV «Хын Гон Ят Ка Чун». В 2003 году Рики появился на концерте, посвященном 8-й годовщине смерти Терезы Тенг, а также празднованию её 50-летия.
Рикки также часто появлялся на концертах Сэма Хуэя, исполняя несколько песен самостоятельно или в дуэте со своим братом. Он также часто участвовал в телевизионных игровых шоу.

## Смерть
Рики Хёй скончался от сердечного приступа у себя дома 8 ноября 2011 года в возрасте 65 лет. Его похороны состоялись в мемориальном зале По Фук Хилл в Ша Тине, на них присутствовали десятки гостей и родственников.

## Избранная фильмография
| Год  |   | Русское название                            | Оригинальное название                | Роль                 |
| ---- | - | ------------------------------------------- | ------------------------------------ | -------------------- |
| 2005 | ф | Отклонение от нормы                         | Sam cha hau                          | Телохранитель Юи     |
| 2004 | ф | Супермодель                                 | Wo yao zuo model                     | Король Моделей       |
| 2000 | ф | Победитель получает все                     | Da ying jia                          | Брат мошенника Вонга |
| 1997 | ф | Первая любовь                               | Chu lian wu xian Touch               | Дядя Винг            |
| 1992 | ф | Мистер вампир 5                             | Xin jiang shi xian sheng             | Ман Чоу              |
| 1992 | ф | Волшебное прикосновение                     | Shen suan                            | Фат                  |
| 1990 | ф | Первая полоса                               | Sun boon gan bat leung               | Флай                 |
| 1989 | ф | Чудеса                                      | Kei zik                              | друг мисс Као        |
| 1989 | ф | Мистер Кокос                                | Hap ga foon                          | Лайм                 |
| 1989 | ф | Лучший отряд 2                              | Shen yong fei hu ba wang hua         | Повар                |
| 1988 | ф | Полицейский участок с привидениями 2        | Maang gwai hok tong                  | Ман-чил              |
| 1988 | ф | Лучший отряд                                | Ba wong fa                           | Повар                |
| 1988 | ф | Операция «Розовый взвод»                    | Ba wang nu fu xing                   | Дамб Янг             |
| 1988 | ф | Кто на свете всех хитрее?                   | Jian ren ben se                      |                      |
| 1988 | ф | Разговор цыплёнка с уткой                   | Gai tung ngap gong                   | Каракатица           |
| 1987 | ф | Проект А: Часть 2                           | «A» gai wak 2                        | Полицейский          |
| 1987 | ф | Полицейский участок с привидениями          | Meng gui chai guan                   | Ман-чил              |
| 1986 | ф | Озорные парни                               | Nau gai jaap paai gwan               | Таксист              |
| 1986 | ф | Инспектор Шоколад                           | Shen tan zhu gu li                   | Яичный Пирог         |
| 1985 | ф | Мистер Вампир                               | Geung see sin sang                   | Ман-чой              |
| 1985 | ф | Влюблённость                                | 1/2 Duan qing                        | Брэйнлет             |
| 1984 | ф | Безумная миссия 3: Наш человек с Бонд-стрит | Zui jia pai dang 3: Nu huang mi ling | Рыба Фугу            |
| 1983 | ф | След                                        | Jui gwai chat hung                   | Юнг                  |
| 1982 | ф | Простушка Джейн спешит на помощь            | Ba cai Lin Ya Zhen                   | Фанг                 |
| 1982 | ф | С дьяволом в ад                             | Mo deng tian shi                     | Брюс                 |
| 1981 | ф | Безопасность без границ                     | Mo deng bao biao                     | Брюс Тан             |
| 1980 | ф | Из богачей в нищие                          | Qian zuo guai                        | Рики                 |
| 1977 | ф | Помешанный на деньгах                       | Fa qian han                          | Ядовитый             |
| 1976 | ф | Частные детективы                           | Ban jin ba liang                     | Кай Пхау             |
| 1976 | ф | Вызов мастеров                              | Liu A-Cai yu Huang Fei-Hong          | А Лунг               |
| 1975 | ф | Летающая гильотина                          | Xue di zi                            | Ченг                 |
| 1975 | ф | Грозный герой                               | E ba                                 |                      |
| 1974 | ф | Парень из Монастыря                         | Shao Lin zi di                       |                      |
| 1974 | ф | Игры игроков                                | Gwai ma seung sing                   | Игрок на пляже       |
| 1974 | ф | Улица сплетен                               | Duo ju jie                           |                      |
| 1974 | ф | Конкуренты кунг-фу                          | Huang Fei Hong yi qu Ding Cai Pao    |                      |
| 1974 | ф | Секс, любовь и ненависть                    | Wu yi                                |                      |
| 1973 | ф | Железный телохранитель                      | Da dao Wang Wu                       | Вор                  |
| 1973 | ф | Дом на семьдесят два жильца                 | Chat sup yee ga fong hak             |                      |
| 1973 | ф | Поцелуй смерти                              | Du nu                                |                      |
| 1973 | ф | Конфликт поколений                          | Pan ni                               |                      |
| 1972 | ф | Ящерица                                     | Bi hu                                |                      |
| 1972 | ф | Молниеносный кулак                          | Pi li quan                           |                      |